# ZTB.kz
ZTB.kz (аббр. «За тебя, Баке́») — крупный казахстанский информационный проект, созданный в 2011 году. Основателем интернет-издания является Маргулан Турсынов. Проект ZTB.kz является СМИ нового формата и представлен в социальных сетях ВКонтакте, Instagram и Facebook, а также в мессенджере Telegram. Во всех площадках интернет-издания круглосуточно освещаются основные новости Казахстана и мира. 3 июля 2019 года сетевое издание ZTB.kz было официально зарегистрировано как СМИ в Министерстве информации и общественного развития Республики Казахстан.
Проект ZTB.kz зародился как публичная страница (паблик) «За тебя, Баке» в социальной сети ВКонтакте в 2011 году. Основатель сообщества, Маргулан Турсунов, будучи студентом создал страницу для обсуждения политических тем и назвал её в честь известного казахстанского политика Заманбека Нуркадилова («Баке» — уменьшительно-уважительное от имени «Заманбек»). Количество подписчиков росло и вместе с этим в сообществе стали публиковаться не только записи на «серьёзные» темы, но и развлекательный контент. Сообщество «ZTB» во «ВКонтакте» является единственной из числа 20 самых популярных групп среди казахстанцев, которая имеет непосредственное отношение к Казахстану, все остальные — российские проекты.
В 2013 году начал работу сайт ZTB.kz, где публикуются более объёмные статьи, не подходящие для размещения в социальных сетях. В 2013 году количество подписчиков сообщества «За тебя, Баке» во ВКонтакте превысило отметку в 200 тыс. пользователей (в то время — самый большой показатель среди интернет-сообществ Центральной Азии), в 2015 году — 700 тыс. пользователей. На данный момент (январь 2023 года) ZTB.kz имеет 1 млн подписчиков во ВКонтакте, 2 млн подписчиков в Instagram, 112 тыс. подписчиков в Facebook и 142 тыс. подписчиков в Telegram-канале.